# Daniel Ávila Ruiz
Daniel Gabriel Ávila Ruiz (Tizimín, Yucatán; 3 de agosto de 1971) es un contador público, servidor público y político mexicano, miembro del Partido Acción Nacional. Fue diputado federal de 2009 a 2012 y senador de la República de 2012 a 2018.

## Estudios
Ávila Ruiz es Licenciado en Contaduría Pública por la Universidad Autónoma de Yucatán, universidad en la cual también realizó los estudios de Maestría en Administración y Maestría en Finanzas.

## Trayectoria
Es militante de Acción Nacional desde los 16 años formando parte de la organización Acción Juvenil. Se ha desempeñado como Jefe de egresos de Mérida, Yucatán de 1999 a 2001 y Subdirector de Egresos del Ayuntamiento de Mérida de 2001 a 2007. Consejero estatal de Acción Nacional en Yucatán desde el 2004.
En 2007 es electo diputado local de la LVIII Legislatura del Congreso de Yucatán por el X distrito local del Estado y para 2009 formó parte de la LXI Legislatura del Congreso de la Unión de México como diputado Plurinominal, periodo que terminó en 2012.
En 2012, es electo Senador por Yucatán de la LXII Legislatura en la cual se desempeña como Secretario de la Comisión de Relaciones Exteriores Asia-Pacífico y de la Comisión de Juventud y Deporte, así como integrante de la Comisión de Reforma Agraria, la Comisión de Turismo y la Comisión Bicamaral del Canal de Televisión del Congreso de la Unión.